# José Guerra
José Guerra, född 9 augusti 1979 i Santiago de Cuba, är en kubansk simhoppare som har ett silver och ett brons från VM, samt ett guld och ett silver från de Panamerikanska spelen. I de olympiska spelen 2012 slutade kubanen på en femteplats i herrarnas höga hopp.